# Fresh Up 9
Fresh Up 9(フレッシュ アップ ナイン)はNACK5で2009年4月から2012年9月27日まで、月曜日 - 木曜日の9:00 - 12:50に放送されていた生放送番組 (NACK5の平日朝9時枠の5代目)。
2012年9月13日放送分のエンディングにて、2012年9月27日の放送をもって終了することが発表された。当番組パーソナリティの仁井聡子は、2012年10月6日より土曜朝の新ワイド番組「Sunny Day Saturday」(2013年3月30日終了) の担当へ異動した。

## タイムテーブル
2010年9月より、9:00・11:00の「NACK5 NEWS」および10:00の「NACK5 MORNING LINE」が廃止された。後枠はトークや音楽で埋められていた。
2012年4月2日より、12:50〜13:00に新番組(『Beautiful Songs～こころの歌～』)が始まったため、5分短縮。
- 9:00 オープニング
- 9:30 NACK5 TRAFFIC
- 10:06 NACK5 TRAFFIC
- 10:30 NACK5 TRAFFIC　(セーブオン)※月〜金
- 10:32 Quiz さっと答えよう！
　問題出題後に、1曲かかる間に答えを送る。正解者の中から抽選で、オリジナルステッカーがプレゼントされる。
- 10:35（木）New　topics!（東京ガス）
- 10:50 FM Radio Shopping 総通（日本直販）提供のラジオショッピングコーナー。NACK5の独自制作だが、全国のラジオ局（関東以外ではJFN系列で放送）で放送されている総通提供のラジオショッピングと取扱い商品は同じ。
- 11:03 NACK5 WEATHER
　2010年9月までは報道局のキャスターが読んでいたが、ニュース枠の廃止とともに仁井聡子が読むようになった。
- 11:05 NACK5 TRAFFIC
- 11:10 BON MARIAGE　(ヴィラ・デ・マリアージュ)
- 11:28 防災ひとくちメモ
- 11:31 NACK5 TRAFFIC　(カーコンビニ倶楽部)（〜2011年3月まで）
- 11:35　月･木 VIVA！フライングガーデン（2011年12月1日〜2012年9月24日・27日）　(月・木　フライングガーデン)
火・水三和豆水庵Presents波乗り!102wave(2012年4月3日〜9月26日）（火・水 三和豆水庵）
- 11:50 FM RADIO SHOPPING
- 12:00 NACK5 NEWS　(水　埼玉スポーツセンター)
- 12:03 NACK5 TRAFFIC
- 12:10 JO-SPO （コーナーパーソナリティー：福島和可菜）（ベルスタッフ）
- 12:20 ゲストコーナー　(火・木)
- 12:30 NACK5 TRAFFIC
- 12:45 エンディング
　以前は後番組のパーソナリティとのクロストークがあったが、2012年4月2日以降は行われなくなり、最後にメールを読めなかったリスナーのラジオネームを数名読み上げた後に「エンジョーイ」と言って締め括られる。

## 日替わりコーナー
- BYUTYSPARKING（月･水）10:35頃〜10:50頃
ビューティーアドバイザーの島田ちあきを迎えて、リスナーからの肌や顔の悩みに答えていたコーナー。
2011年9月28日をもってコーナー終了。ブリリアンジュがスポンサーだった。
- VIVA!795（月）9:40頃〜9:50頃
2012年1月9日から3月19日まで9時台後半･または10時台後半もしくは12時台にやっていた『家政婦のVIVA!（2011年10月〜12月にかけて日本テレビで放送されていたドラマ『家政婦のミタ』に便乗して始まったコーナー）』を発展させたもの。
毎回お笑い芸人を1組呼んでネタを披露させ、どれだけリスナーが笑えたのかを「VIVA!ボタン」で集計して、90点以上で合格。合格したお笑い芸人の中から、その月に最高得点をたたき出した1組は、グランドチャンピオン大会への出場権を獲得できる。
ただし、スペシャルウィークの4月16日 (月曜日) はコーナー休止。この枠で6月から新コーナーが始まるのに伴い、5月28日をもって一旦終了。
- VIVA!フライングガーデン（月・木）11:35頃〜11:50頃
「GOGOMONZ」から移動した、フライングガーデンがスポンサーのコーナー。
月曜はこれまでGOGOMONZで行われてきた「番組オリジナルメニュー開発プロジェクト」を引き継いだほか、仁井がフライングガーデンの店員を一日体験する大掛かりな企画を届けていた。リスナーからはフライングガーデンの好きなメニューや好きなハンバーグメニューの組み合わせを募集した。
木曜は少年少女のスポーツチームや埼玉県内のママさんスポーツチームなどを紹介し、リスナーからもそれに関する街コミ情報を募集。採用されたリスナーには、フライングガーデンの食事券をプレゼントした。また、フライングガーデンからのインフォメーションも放送されていた。
- 三和豆水庵 presents 波乗り!102Wave!（火・水）11:35頃〜11:50頃
こちらも「GOGOMONZ」の木曜日15:05～15:20から移動してきた三和豆水庵提供のコーナー。
火曜日は「波に乗っている人」をテーマに、毎回波に乗っている人や物を紹介している。水曜日は豆腐や厚揚げなど月ごとにテーマを設けて食べ方を募集。また、三和豆水庵からのおすすめ商品や新商品の紹介もしており、詳しい番組内容は、番組ブログとは別にこのコーナー専用のブログに毎回掲載されていた。
なお、こちらのコーナーは2012年10月より木曜日の「GOGOMONZ」へ出戻りし、タイトルも「三和豆水庵 presents GO!GO!0102GOGO!!」にリニューアルされることとなった。時間は木曜日15:05〜15:20。
- 積み荷当てクイズ (火)
毎週、ドライバーのリスナーが運んでいる荷物の中身を当てるクイズ。ヒントが3つ出るが、その後、仁井のディレクターへの質問でヒントが貰えることもある。また、正解発表直前には正解率が％で発表され、最終ヒントが出題リスナーよりもらえる。解答発表後、出題リスナーのリクエスト曲がかかった後で、正解者1名に電話をつなぎ、プレゼントが当たる。

ほか

## 不定期コーナー
- ジャンケン…仁井が「ジャンケン ●●（チョキ等）！」と言う。仁井に勝った（答えがバレているので、リスナーの良心に任せているが）ことを申告すると、先着2名に番組ステッカープレゼント。

## 後番組について
- この時間には、池辺愛がパーソナリティの「monaka」が、後番組として、2012年10月1日よりスタートした。
  - この番組のコーナの「防災一口メモ」や「FM RADIO SHOPPING」、木曜日10時台後半の「New topics!」はそのまま「monaka」へ引き継がれる。